# Église Saint-Michel d'Ayet
L'église Saint-Michel d'Ayet est une église du XVIe siècle située sur la commune de Bethmale constituée de plusieurs villages dont Ayet, dans le département de l'Ariège, en France.

## Description
C'est une petite église à simple nef avec clocher-mur galbé et cimetière attenant.

## Localisation
Elle se trouve à 756 m d'altitude, au village d'Ayet, entre la RD 17 et la RD 417.

## Historique
L'église date du XVIe siècle.
Elle fait l'objet d'une inscription au titre des monuments historiques par arrêté du 17 avril 1950.

## Mobilier
Les boiseries intérieures baroques sont remarquables.
La base Palissy inventorie et décrit quatre objets protégés.